# 富山県立高岡南高等学校
富山県立高岡南高等学校（とやまけんりつ たかおかみなみこうとうがっこう、英: Toyama Prefectural Takaoka Minami High School）は、富山県高岡市戸出町にある公立の高等学校。

## 設置学科
- 普通科（2年次から人文科学コースに分かれる）
  - 人文科学コース

## 概要
1974年（昭和49年）に創立。普通科に人文科学コースがあり、2年次からコース独自の授業や体験的学習が行われる。教育目標は「真理を探求する態度を養い、高潔な品性を育て、健康で明朗な人間形成をめざす」。合唱コンクールや体育大会などの行事がある。

## 沿革
- 1974年（昭和49年）4月1日 - 富山県立戸出女子高等学校の後継校として、現在地の同校の敷地内で新設・開校[1]。
- 1976年（昭和51年）10月 - 校歌・校旗制定。
- 1977年（昭和52年）3月 - 第3棟（被服室、化学室、生物室）竣工。
- 1978年（昭和53年）10月 - 第1体育館完成。
- 1979年（昭和54年）3月 - 第3棟（調理室、物理室、地学室）竣工。
- 1981年（昭和56年）
  - 3月 - 第3棟（視聴覚室、書道室、音楽室）完成。
  - 中庭造園完成。県より勤労学習研究推進校の指定もあり、その一環として生徒も植樹などに協力。
- 1986年（昭和61年）3月 - 管理棟完成。
- 1992年（平成4年）4月 - 新第2体育館完成。
- 1993年（平成5年）
  - テニスコート移設。同時にグランド改修。
  - 12月 - スタディルーム設置整備工事完成。
- 1995年（平成7年）2月 - トレーニングハウス完成。
- 1996年（平成8年）4月 - 人文科学コース新設。
- 2003年（平成15年）5月 - 普通教室空調設備の設置工事完成。
- 2010年（平成22年）3月 - 太陽光発電設備設置工事完成。
- 2022年（令和4年）2月 - 普通教室棟長寿命化改修工事完了。
- 2023年（令和5年）3月 - 第2校歌「プリズム」（創立50周年記念事業）完成。
- 2024年（令和6年）9月 - 中庭石舞台完成（創立50周年記念事業）。

## 基礎データ

### アクセス
- JR城端線戸出駅 徒歩約7分

### 象徴
- 校歌 - 作詞：谷川俊太郎、作曲：中田喜直、
- 校歌 - 作詞・作曲：前田佑、第二校歌「プリズム」。
- 校章 - 三輪智一のデザイン。学習を象徴するペンで、South（南）の頭文字をかたどったもの。

## 部活動
- 運動部 - 陸上競技、サッカー、卓球、野球、ソフトボール、剣道、バスケットボール、バドミントン、ダンス、バレーボール（女）、ソフトテニス
- 文化部 - 放送、吹奏楽、書道、美術、茶道、新聞、軽音楽、科学
- 同好会 - 文芸、トレーニング

## その他
2006年（平成18年）に学習指導要領では必履修科目だが大学受験には関係ない科目を生徒に履修させなかったため、単位不足となって卒業が危ぶまれる生徒が多数いることが本校で明らかになり、これをきっかけに全国の高校で次々と同様の問題が発覚した。

## 主な卒業生
- 扇澤郁（パラグライディング選手）
- 栗栖利蔵（ヤマト運輸専務執行役員、元代表取締役社長）
- 澤直美（元北日本放送アナウンサー・フリーアナウンサー）
- 結城康和（カーデザイナー）
- 寺崎裕彦（元富山テレビアナウンサー）
- パークマンサー（お笑いタレント・俳優・歌手〈三箇一稔〉、元軟式globe）
- 鍛治絵里子（司会者、フリーアナウンサー）
- 前田佑（音楽プロデューサー、DJ、作詞家、作曲家）
- 伊東楓（著作家、元TBSアナウンサー）
- 三遊亭美よし（落語家）